# Коростки
Коростки (укр. Коростки) — село на Украине, находится в Любарском районе Житомирской области.
Код КОАТУУ — 1823183401. Население по переписи 2001 года составляет 657 человек. Почтовый индекс — 13121. Телефонный код — 4147. Занимает площадь 22,383 км².

## Адрес местного совета
13121, Житомирская область, Любарский р-н, с.Коростки, ул.Ленина, 2